# Stenares harpyia
Stenares harpyia är en insektsart som först beskrevs av Gerstaecker 1863.  Stenares harpyia ingår i släktet Stenares och familjen myrlejonsländor. Inga underarter finns listade i Catalogue of Life.